# 머슬앤피트니스
머슬앤피트니스(영어: Muscle & Fitness)는 1936년 조 와이더에 의해 창간된 피트니스 및 보디빌딩 잡지이다. 현재는 아메리칸 미디어에서 발행되며, 본사는 캘리포니아주 우들랜드힐스에 있다.